# Liste der deutschen Bundesländer nach Lebenserwartung
Die Liste der deutschen Bundesländer nach Lebenserwartung sortiert die 16 Bundesländer der Bundesrepublik Deutschland nach ihrer durchschnittlichen Lebenserwartung bei der Geburt im Zeitraum 2022 bis 2024. Alle Angaben beruhen auf Daten des Statistischen Bundesamtes.

## Liste
| Rang | Bundesland             | Lebenserwartung in Jahren (Mittelwert) | Lebenserwartung in Jahren (Männer) | Lebenserwartung in Jahren (Frauen) |
| ---- | ---------------------- | -------------------------------------- | ---------------------------------- | ---------------------------------- |
| 01   | Baden-Württemberg      | 82,02                                  | 79,92                              | 84,13                              |
| 02   | Bayern                 | 81,54                                  | 79,34                              | 83,74                              |
| 03   | Hessen                 | 81,08                                  | 78,88                              | 83,28                              |
| 04   | Sachsen                | 81,03                                  | 78,04                              | 84,02                              |
| 05   | Berlin                 | 80,83                                  | 78,37                              | 83,29                              |
| 06   | Rheinland-Pfalz        | 80,82                                  | 78,60                              | 83,03                              |
| 07   | Hamburg                | 80,76                                  | 78,41                              | 83,10                              |
| 08   | Schleswig-Holstein     | 80,55                                  | 78,34                              | 82,76                              |
| 09   | Brandenburg            | 80,54                                  | 77,66                              | 83,42                              |
| 10   | Nordrhein-Westfalen    | 80,35                                  | 78,13                              | 82,58                              |
| 11   | Niedersachsen          | 80,29                                  | 77,96                              | 82,63                              |
| 12   | Thüringen              | 80,26                                  | 77,38                              | 83,14                              |
| 13   | Saarland               | 79,68                                  | 77,38                              | 81,97                              |
| 14   | Mecklenburg-Vorpommern | 79,66                                  | 76,53                              | 82,78                              |
| 15   | Bremen                 | 79,40                                  | 76,74                              | 82,06                              |
| 16   | Sachsen-Anhalt         | 79,10                                  | 75,93                              | 82,27                              |
|      | Deutschland            | 80,83                                  | 78,47                              | 83,19                              |

## Grafiken

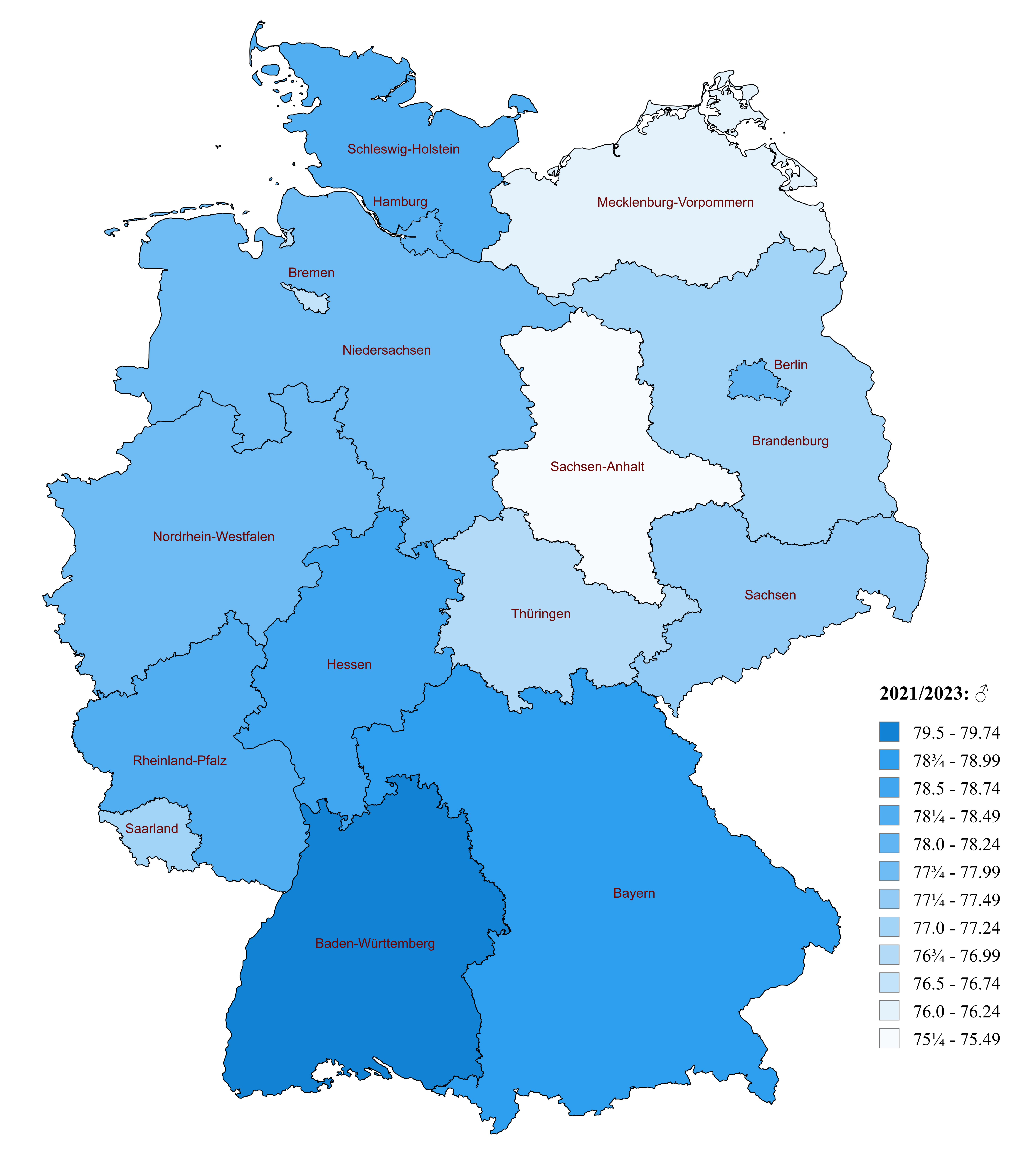
Lebenserwartung in Deutschland für Männer (2021–2023)
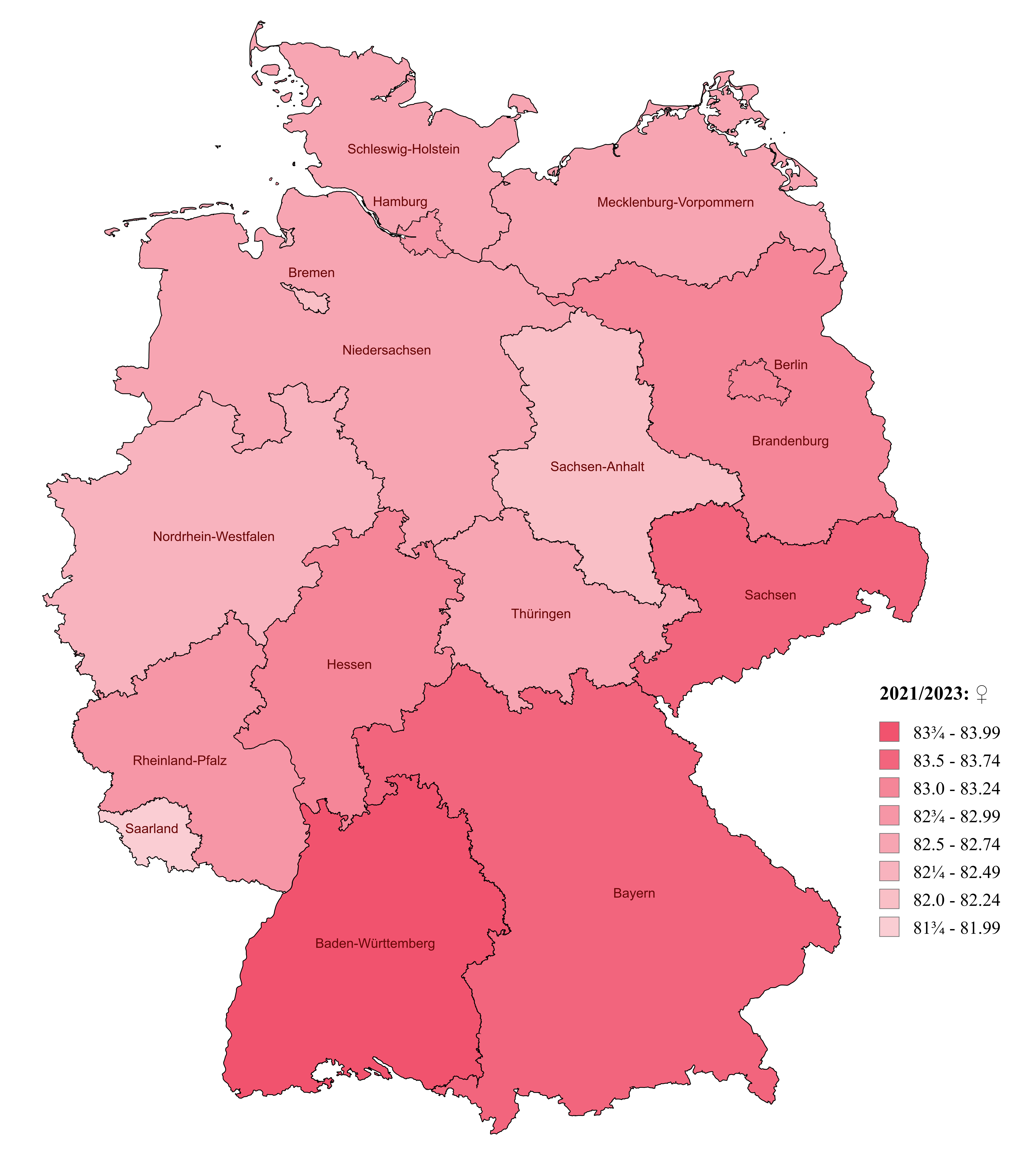
Lebenserwartung in Deutschland für Frauen (2021–2023)
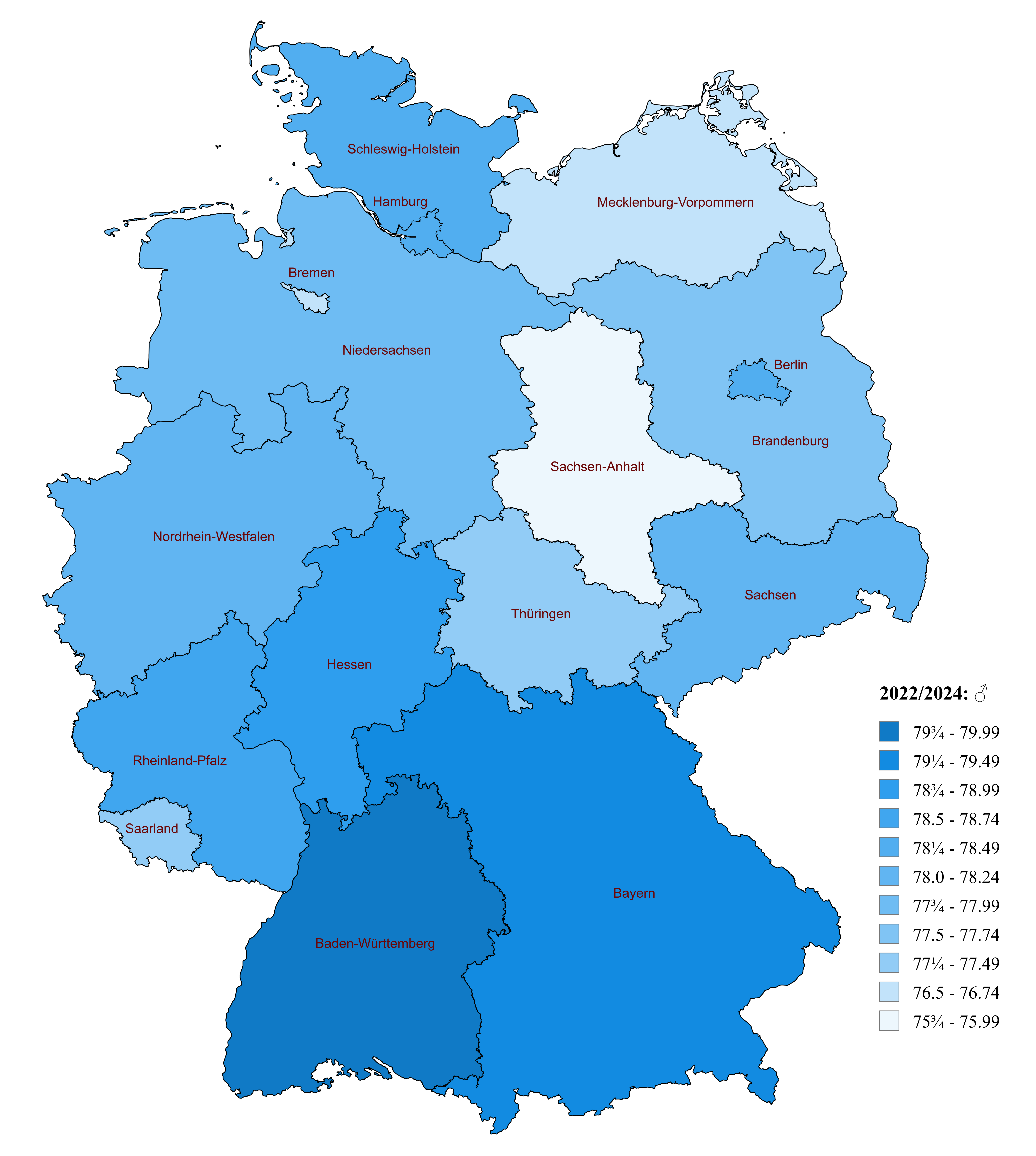
Lebenserwartung in Deutschland für Männer (2022–2024)
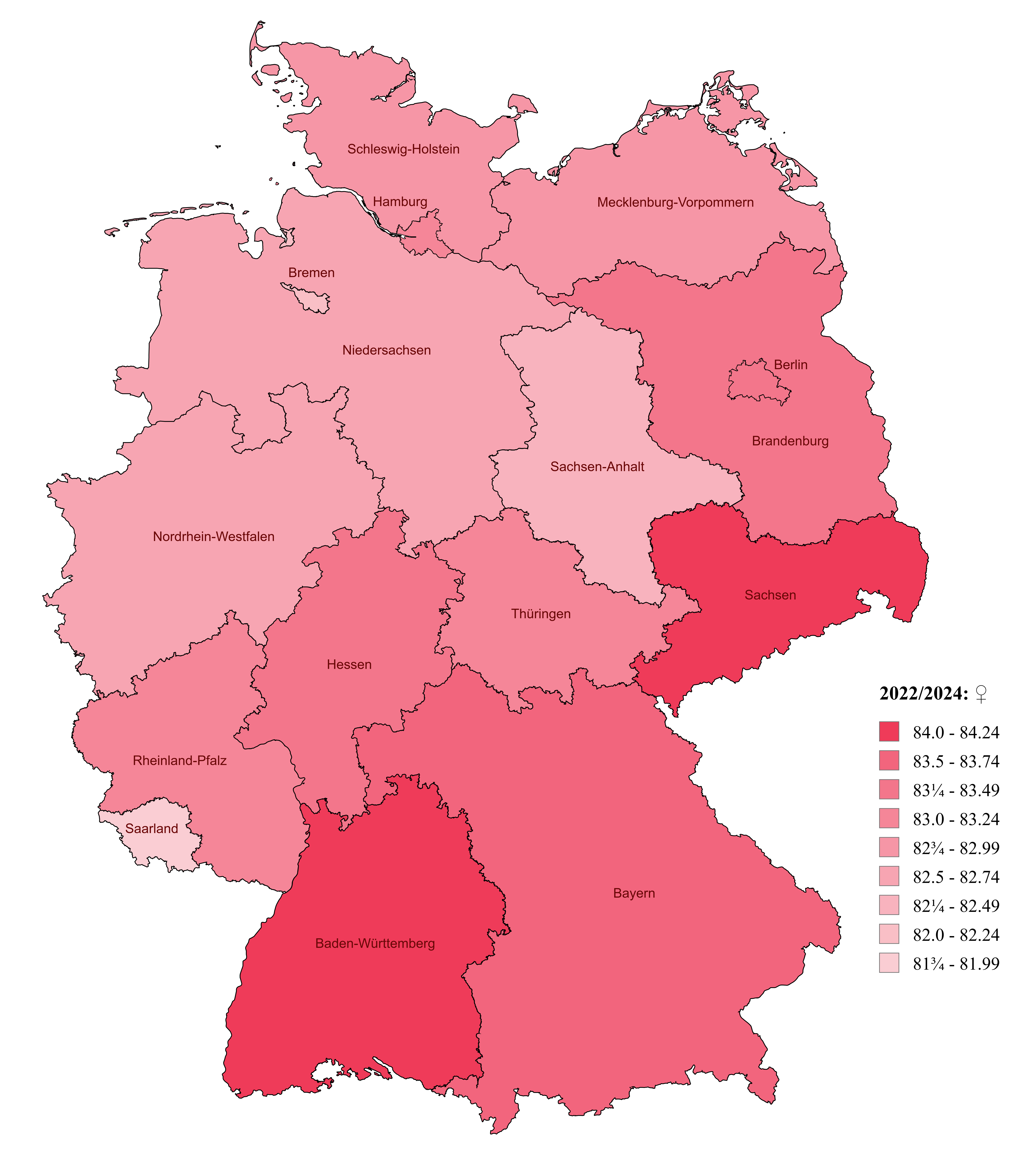
Lebenserwartung in Deutschland für Frauen (2022–2024)
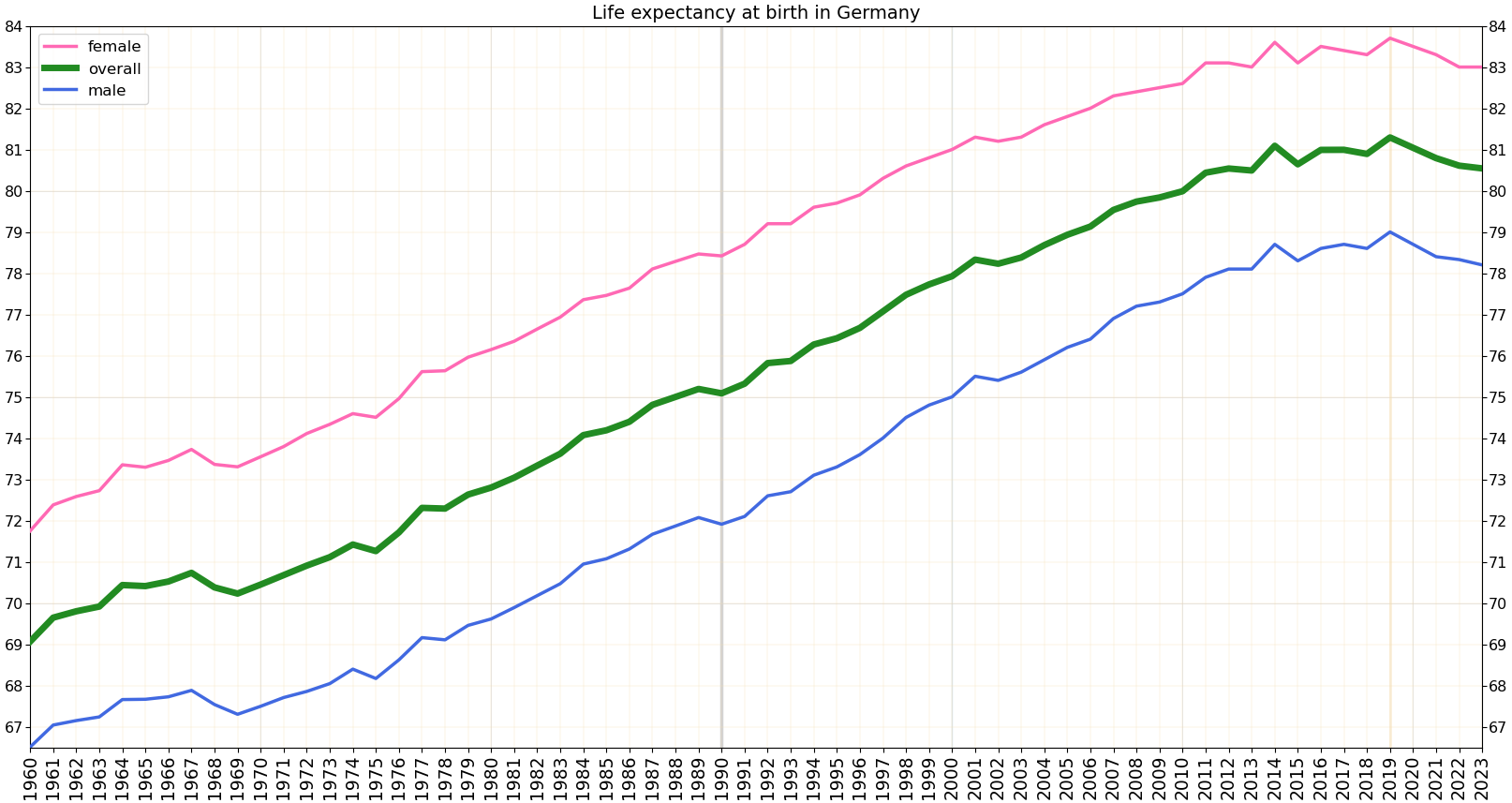
Entwicklung der Lebenserwartung in Deutschland (1960–2023)